# Velouria
«Velouria» es una canción de la banda estadounidense de rock alternativo Pixies, compuesta y escrita por el líder de la banda Black Francis. "Velouria" aparece en el álbum Bossanova, siendo el primer sencillo extraído del álbum y el primero en entrar en el UK Top 40.
Black Francis regrabó la canción "Velouria" con Keith Moliné y Andy Diagram para su álbum en solitario Frank Black Francis.

## Versiones
Velouria ha sido versionada por Weezer en el álbum tributo de 1999 "Where Is My Mind?" y por el trío de jazz The Bad Plus en su segundo álbum, Give de 2004.

## Sencillo
1. «Velouria» (Francis) - 3:40
2. «Make Believe» (Francis) - 1:54
3. «I've Been Waiting for You» - (Young) - 2:45
4. «The Thing» - (Francis) - 1:58